# Alexander Sebald
Alexander Sebald (Budapest, 29 d'abril de 1869 - Chicago, 30 de juny de 1934) fou un violinista hongarès.
Estudià en l'Acadèmia de la seva ciutat natal i en el Conservatori de Brussel·les i durant un temps va romandre en l'orquestra i el quartet de la Gewandhaus, però a partir de 1903 es dedicà a la carrera de concertista, i el 1907 s'establí durant tres anys a Berlín on establí una Acadèmia per l'ensenyança del violí, marxant el 1910 als Estats Units.
Va publicar una Geigentechnik, diversos lieder, una romança per a piano i violí, marxes militars i altres composicions.